# Pagurus imaii
Pagurus imaii is een tienpotigensoort uit de familie van de Paguridae. De wetenschappelijke naam van de soort is voor het eerst geldig gepubliceerd in 1939 door Yokoya.